# ユリウス・トレーガー
ユリウス・トレーガー（Julius Tröger、1862年10月10日-1942年7月29日）は、ドイツの化学者である。

## 略歴
ザクセン王国のライプツィヒで生まれ、トレーガーはライプツィヒ大学で1882年から1888年まで学んだ。博士課程の研究で、彼は1887年に、p-トルイジンとホルムアルデヒドから、2,8-ジメチル-6H,12H-5,11-メタノジベンゾ-[b,f][1,5]ジアゾシンを合成した。この物質は、現在ではトレーガー塩基として知られている。彼は、この新しい物質の構造を示せなかったため、新しい学部長のヨハネス・ウィスリツェヌスは、彼のテーマに対してあまり良い評価を与えなかった。トレーガー塩基の構造が明らかになったのは、それから48年後だった。1888年、彼はブラウンシュヴァイク大学で働き始め、引退する1928年までこの大学に勤めた。トレーガーは、1942年にブラウンシュヴァイクで死去した。